# Art Protesters
Art Protesters são o primeiro núcleo de artistas internacionais a juntarem-se num projecto comum que resultou numa contestação das políticas de austeridade e crescente corrupção presente em Portugal no ano de 2012. Este projecto abordou áreas como a educação, autonomia das instituições culturais, representação artística, curadorias e crítica.
Desta iniciativa resultaram, inicialmente, uma exposição de 100 obras de vídeo-arte que foram apresentadas online numa plataforma bilingue no site oficial do colectivo ao rtimo de um por dia. O movimento artístico criado por este grupo de artistas incluíu também statements colectivos e individuais. A ideia de fogo como purificação e capacidade transformativa na condição de elemento esteve na origem da motivação destes artistas criarem arte a partir da destruição pelo fogo de objectos artísticos.

## Origens
Não sendo uma forma de protesto inédita na história da arte, teve como diferença o momento em que aconteceu e a clara relação com o panorama politico-social a decorrer em Portugal desde o início da crise económica em 2008 e as consequentes políticas de austeridade.
Os artistas plásticos Joao Vilhena e João Galrão tomam a iniciativa de incinerar 10 das suas obras de arte registando esta acção em vídeo com o crescente descontentamento pela extinção do ministério da cultura. Seguidamente convidam outros artistas de várias áreas para se juntarem a este protesto e participarem de uma exposição dos vídeos numa plataforma online (a primeira do género em Portugal). Aceitaram este convite João Bacelar, Raquel Freire, João Aires (artista Português que vive no Brasil), Alexandre Sequeira Lima, Natérica Caneira, Brigitte Dunkel (artista solidária da Alemanha), André Fradique, Beatriz Albuquerque (artista Portuguesa que vive nos EUA). Destes artistas surgiram 100 vídeos que foram apresentados publicamente na plataforma online bilingue (em inglês e português) ao ritmo de um por dia, durante 100 dias (a plataforma encontra-se no site oficial criado para efeito) e divulgados em simultâneo nas redes sociais youtube, facebook e tumblr.

## Apresentações dos Vídeos Art Prostesters[2]

### João Galrao
"Art Protester 1", entre 8 e 17 de Junho de 2012 foram divulgados os videos "Art Protest 1", "Art Protest 2", "Art Protest 3", "Art Protest 4", "Art Protest 5", "Art Protest 6", "Art Protest 7", "Art Protest 8", "Art Protest 9", "Art Protest 10".

### Joao Vilhena
"Art Protester 2", entre 18 e 27 de Junho de 2012 foram divulgados os videos "Swordfish Protest", "V for Vendetta Protest", "Dark Knight Protest", "Behind Enimy Lines Protest", "Sherlock Holmes Protest", "The Hurt Locker Prostest", "Armageddon Protest", "Independence Day Protest", "Transformers Protest", "Zabriskie Point Protest".
Entrevistado pelo jornal Diário de Noticias e pela revista Time Out, Joao Vilhena explica que esta é uma luta contra políticas de austeridade que entre outras coisas fecharam o ministério da cultura. E acrescenta que  "As dinâmicas de um todo global desaparecem para partes privadas."

### João Bacelar
"Art Protester 3", entre 28 de Junho e 9 de Julho de 2012 foram divulgados os videos "Capa Custurizado", "After 3 sleepless nights", "Beija Rocha", "Wave", "Batsun Cream", "Ingrid Sue e miuda", "Gulb", "UNTITLED*".

### Raquel Freire
"Art Protester 4", entre 10 e 19 de Julho de 2012 foram divulgados os videos "burning start", "burning song", "burning scream", "burning police", "burning salvation", "burning praxe", "burning authority", "burning classes", "burning hypocrisy", "burning austerity".
A cineasta Raquel Freire decidiu queimar a película do seu primeiro filme Rasganço de 2001.

### João Aires
"Art Protester 5", entre 20 e 29 de Julho de 2012 foram divulgados os videos "Burning Salvador", "Burning Frida", "Burning Marcel", "Burning Jean-Michel", "Burning Pablo", "Burning kazimir", "Burning Jackson", "Burning kazimir", "Burning Andy", "Burning Louise".

### Alexandre Sequeira Lima
"Art Protester 6", entre 31 de Julho e 09 de Agosto de 2012 foram divulgados os videos "Oath without a Flag - Juramento sem bandeira", "Mad Mickey Burn", "Heinrich doesn't like Satie Burn", "The Mouting hollow of colours Burn", "Lilith Burn", "The Misfits of Arts Burn", "Dianne di Prima Poetry Burn", "Pretty Girl on Dziga Godard Death Burn", "Red Girls Burn", "The Kid is Death Burn".

### Natércia Caneira
"Art Protester 7", entre 10 e 19 de Agosto de 2012 foram divulgados os videos "Burn 1", "Burn 2", "Burn 3", "Burn 4", "Burn 5", "Burn 6", "Burn 7", "Burn 8", "Burn 9", "Burn 10".

### Brigitte Dunkel
"Art Protester 8", entre 20 e 29 de Agosto de 2012 foram divulgados os videos "* Live Fast Die * Burning Performance", "* More Less * Burning Text Work", "* Dancing Queens * Burning Concept", "* Dress for Success * Burning Campaign", "* Diane Chasseresse * Burning Painting", "* The Princess * Burning Costume", "* Losing my Religion * Burning Object", "* Overview * Burning ", "Brain Slice *  Burning Paper Cutting", "* The End * Burned without Burning".
Durante 2013 Brigitte Dunkel apresentou na Alemanha nas cidades Köln e Wolfsburg os seus 10 vídeos chamando ao conjunto destas obras "BURN BABE BURN * Glamorous Austerity 2012".

### André Fradique
"Art Protester 11", entre 25 de Setembro e 04 de Outubro de 2012 foram divulgados os videos "Sunbeam 1", "Sunbeam 2", "Sunbeam 3", "Sunbeam 4", "Sunbeam 5", "Sunbeam 6", "Sunbeam 7", "Sunbeam 8", "Sunbeam 9", "Sunbeam 10".

### Beatriz Albuquerque
"Art Protester 12", entre 04 e 13 de Outubro de 2012 foram divulgados os videos "ACTivism 1", "ACTivism 2", "ACTivism 3", ""ACTivism 4", "ACTivism 5", "ACTivism 6", "ACTivism 7", "ACTivism 8", "ACTivism 9", "ACTivism 10".
Também em 2012 Antoni Manfredi, director do Museu Internacional de Arte Contemporânea de Casoria, em Itália, conduziu uma cerimónia pública de destruição de algumas obras de arte da sua instituição, incluindo uma obra de Beatriz Albuquerque.

## Activismo e Documentários sobre Manifestações e Apresentações Posteriores
Os membros do colectivo Art Protesters acompanharam várias manifestações contra as medidas de austeridade nas ruas fazendo documentários em vídeo das manifestações de 15, 21 e 29 de Setembro de 2012 realizados pelo artista Joao Vilhena.
O seu activistmo continua com uma denúncia quase diária de situações  de abuso de poder, corrupção ou austeridade, em Portugal e no resto do mundo, seja na cultura, sociedade ou outras áreas. Estas denúncias tomam voz internet, numa página de facebook com o mesmo nome, criada para inicialmente para divulgar os vídeos dos artistas neste colectivo, mas mantendo-se viva.
Em 2014 aquando uma proposta de apresentação das obras dos Art Protesters numa exposição com abordagem sobre a arte política o colectivo Art Protesters viu-se forçado a retirar-se e não apresentar os seus vídeos criados em 2012 ao detectarem irregularidades graves e situações de possível corrupção relacionadas com a curadoria desse projecto. Optaram por fazer um manifesto contra a corrupção que também existe nas artes plásticas.